# Nowotarski
Nowotarski là một huyện thuộc tỉnh Małopolskie của Ba Lan. Huyện có diện tích 1474 km². Đến ngày 1 tháng 1 năm 2011, dân số của huyện là 185917 người và mật độ 126 người/km².